# Bindebogstav
Et bindebogstav (eller fugebogstav, fugeelement eller interfiks) er en orddel, ofte blot et bogstav, der bruges mellem de to dele af et sammensat ord eller afledning og som tilsyneladende ikke har nogen yderligere funktion.
Bindebogstaver ses for eksempel i tysk og dansk. Både i tysk og i dansk kan -s- være mellem ord i en sammensætning: Forschung-s-tradition og forskning-s-tradition.
Fuge-s forekommer i dansk, norsk, svensk, tysk og nederlandsk.
På dansk har ordet bindebogstaver været det anbefalede ord for fænomenet.
I Grammatik over det Danske Sprog omtales det som fugeelement.

## Dansk
På dansk er de almindelige bindebogstaver -e- og -s-,
for eksempel i ord som barnevogn og fødselsdag.
Derudover kan der også være de sjældnere -er-, -n- og -nt- i ord så som studenterhue, øjenlæge og ugentlig.
Den sidstnævnte gruppe er såkaldt uproduktiv.
Der vil typisk være et bindebogstav, når første del af et sammensat ord selv er et sammensat ord, mens der ikke vil være mellem de to hovedbestanddele. Et eksempel kan være rødvinsglas (hvor rødvin selv er et sammensat ord), hvor der er et binde-s mellem rødvin og glas, selvom der ikke er det i vinglas.
Der er tilfælde, hvor ordet har en forskellig betydning, hvor det kommer an på, er afhængig af, om der er et bindebogstav mellem de to dele af et ord eller ej. Der er således forskel på, om der er tale om en landmand eller en landsmand.
Bindebogstaver regnes på dansk for at tilhøre ordets første del i forbindelse med orddelinger, hvilket i praksis betyder at danske ord må orddeles efter et bindebogstav, men ikke før bindebogstavet. For eksempel gerne lande-vej, men ikke land-evej.
I nedenstående tabel kan ses nogle eksempler på bindebogstaver samt nul-interfiks (Ø) (dvs. sammensætning uden bindebogstav):
| Binde-e     | Binde-n       | Binde-s           | {\displaystyle \emptyset } |
| ----------- | ------------- | ----------------- | -------------------------- |
| barnevogn   | rosenbusk     | elevationsseng    | dørhåndtag                 |
| juletræ     | øjenlæge      | konfirmationsgave | tagrende                   |
| mælkeflaske | børstenbinder | sodavandsflaske   | ølflaske                   |